# Parafia Matki Bożej Bolesnej w Tymowej
Parafia Matki Bożej Bolesnej w Tymowej – parafia rzymskokatolicka w dekanacie Ścinawa w diecezji legnickiej.  Erygowana w 1701.